# Richard von Arnim
Richard Felix von Arnim (* 10. August 1831 in Gerswalde; † 30. Juli 1901 in Frankfurt (Oder)) war ein preußischer Oberst, Militärschriftsteller und Ritter des Ordens Pour le Mérite.

## Leben

### Herkunft
Richard von Arnim entstammte der Gerswalder Linie des alten uckermärkischen Adelsgeschlechts von Arnim. Seine Eltern waren der Major Wilhelm von Arnim (1783–1861) und dessen Ehefrau Auguste Sponholz, geborene Boeck (1804–1861).

### Militärkarriere
Arnim trat am 1. April 1848 als Sekondeleutnant in das 1. Garde-Regiment zu Fuß der Preußischen Armee ein. 1851/54 absolvierte er zur weiteren Ausbildung die Allgemeine Kriegsschule. Daran schlossen sich Kommandierungen als Lehrer beim Kadettenhaus Wahlstatt 1855/56 und 1857/58 bei der Garde-Divisions-Schule an. Als Premierleutnant war Arnim von August 1859 bis Februar 1860 Kompanieführer beim Garde-Landwehr-Regiment in Königsberg. Am 7. Juni 1860 wurde er als Kompanieführer zum 1. kombinierten Garde-Infanterie-Regiment kommandiert, aus dem das 3. Garde-Regiment zu Fuß hervorging. Dort avancierte er Ende Oktober zum Hauptmann und Mitte Dezember 1860 zum Chef der 6. Kompanie.
Im Jahre 1866 nahm er am Preußisch-Deutschen Krieg teil, kämpfte mit seinem Regiment in Böhmen und zeichnete sich besonders bei der Erstürmung einer Schanze bei Chlum aus. Sein Kommandeur, Oberst Knappe von Knappstaedt, schlug ihn deshalb König Wilhelm I. im September 1866 für die Auszeichnung mit dem Orden Pour le Mérite vor. Im Schreiben des Obersten an den König heißt es: „...Richard Felix v. Arnim, Hauptmann im 3. Garderegiment zu Fuß, hat seine Kompanie mit großem Bravour gegen die Schanze nördlich von Chlum geführt und 5 Geschütze genommen...“ König Wilhelm entsprach diesem Vorschlag und zeichnete Richard von Arnim mit dem Orden Pour le Mérite aus.
Zu Beginn des Krieges gegen Frankreich wurde Arnim zum Major befördert und war vom 20. Juli 1870 bis zum 1. Mai 1871 Kommandeur des I. Bataillons im Garde-Landwehr-Regiment. In dieser Eigenschaft nahm er an den Kämpfe bei Bougival und Marcilly sowie den Belagerungen von Straßburg und Paris teil. Ausgezeichnet mit dem Eisernen Kreuz II. Klasse war er anschließend Kommandeur des Ersatz-Bataillon im 3. Garde-Regiment zu Fuß und übernahm am 23. Juni 1871 das II. Bataillon. Am 13. April 1872 erfolgte seine Versetzung als Kommandeur des III. Bataillons im Hohenzollernschen Füsilier-Regiment Nr. 40 nach Köln. In dieser Eigenschaft Anfang Juli 1875 zum Oberstleutnant befördert, wurde er am 15. August 1878 mit Pension zur Disposition gestellt und als Bezirkskommandeur weiterverwendet. Arnim erhielt am 12. Juli 1879 den Charakter als Oberst und wurde am 10. Juni 1882 von seiner Stellung entbunden.

### Familie
Er heiratete am 1. Juli 1861 Magdalene von Keltsch und Riemberg (1841–1929) und hatte mit ihr sieben Töchter:
- Frieda (* 1862) ⚭ 1900 Johann Bartsch (1869–1956), Evangelist
- Martha (1864–1878)
- Elisabeth (1867–1943) ⚭ 1887 Wilhelm von Graevenitz (1858–1928), preußischer Generalleutnant
- Marie Magdalena (1879–1946)

⚭ 1893 Fritz von Borcke (1859–1898), preußischer Hauptmann und Sohn des preußischen Generals der Infanterie Ludwig von Borcke
⚭ 1902 Ulrich von Quistorp (1860–1903), preußischer Rittmeister a. D. und Rittergutsbesitzer
- Esther (1871–1938)
- Ursula (1872–1928) ⚭ 1893 Karl von Graevenitz (1859–1925), württembergischer Generalleutnant
- Helene (1875–1958)

## Schriften
- Erinnerungen an den Feldzug von 1866. Helwing’sche Hofbuchhandlung, Hannover 1868,[3]
- Aus dem Tagebuche eines Kompagnie-Chefs. Versuch einer Methode die Kompagnie bei beschränkter Zeit und unter möglichst ungünstigen Verhältnissen, dennoch hinreichend im Tiraillement und Felddienst auszubilden. 1873.
- Der Bataillons-Commandeur im Kriege und Frieden. Verlag W. Greven, 1875.
- Die Schlachten-Taktik, sonst und jetzt. Neue militärische Zeit- und Streitfragen, Heft 6, 1881.